# Рейхерд, Дмитрий Александрович
Дмитрий Александрович Рейхерд (8 января 1989, Усть-Каменогорск, Казахская ССР) — казахстанский фристайлист, выступающий в могуле, победитель этапов Кубка мира, участник 6 чемпионатов мира (2007, 2009, 2011, 2013, 2015, 2017) и 4 Олимпийских игр (2006, 2010, 2014, 2018).

## Биография
Дмитрий Рейхерд родился 8 января 1989 в немецкой семье в Усть-Каменогорске, где и начал заниматься фристайлом.
На международных соревнованиях выступает с 2004 года, когда на этапе Кубка Европы на курорте «Красное Озеро» близ Санкт-Петербурга стал 16-м в могуле, а через несколько дней в финском Саллатунтури стал 13-м в параллельном могуле.
В 2005 году принимает участие в чемпионате мира в финской Руке, где становится 45-м в могуле и 33-м — в параллельном могуле.
В олимпийском Турине в 2006 году Дмитрий становится 33-м в могуле.
В марте 2007 года Дмитрий становится чемпионом мира среди юнионов по параллельному могулу в Швейцарском Айроло.
А в 2008 году завоевывает несколько медалей на этапах Кубка Европы. Во французском Шателе он завоевывает «золото» как в могуле, так и в параллельном могуле. В Немецком Шлирзе он довольствуется «бронзой» в могуле, и берет золото в параллельном могуле. А в Швейцарском Энгельберге он берёт «золото» в параллельном могуле и становится победителем общего зачета кубка Европы  в сезоне 2007-2008.
В том же году на этапе Кубка мира в шведском Оре Дмитрий берёт «бронзу» в могуле и «золото» — в параллельном могуле, показав рекордный для себя результат в 1000 очков.
На чемпионате мира в японском Инавасиро 2009 года он был 15-м — в параллельном могуле.
В 2010 году Дмитрий взял «бронзу» в могуле на этапе Кубка мира в Дир-Вэлли (США).
Также он принял участие в Олимпиаде-2010 в Ванкувере. Здесь он показал 18-й результат.
А в декабре 2010 года завоевал «серебро» в могуле на международном турнире открытом FIS старте в финской Руке.
На зимней Азиаде-2011 в Алма-Ате Дмитрий победил в могуле, но в параллельном могуле был лишь 5-м.
В феврале 2012 года на этапе Кубка мира в Китае Дмитрий был вторым, набрав рекордные 800 очков в могуле.
На Олимпийских Играх В Сочи проходящих 14 февраля 2014 года Дмитрий показал высокий результат и стал 5-м.
19 января 2015 на чемпионате мира по параллельному могулу проходящем в городе Крайсберг (Австрия) Дмитрий завоевал 5-е место.
5 февраля 2015 года Дмитрий Рейхерд стал обладателем серебряной медали в Испании на зимней Универсиаде 2015 года.
6 февраля 2016 года на этапе кубка мира по могулу занял бронзу проходящем в городе Дир-Велли (Америка).
2 февраля 2017 года Рейхерд стал обладателем золотой медали в могуле на проходящей в Алматы Универсиаде-2017.
3 февраля 2017 года Рейхерд стал обладателем золотой медали в параллельном могуле на проходящей в Алматы Универсиаде-2017
11 февраля 2017 года Рейхерд Дмитрий стал серебряным  призёром этапа кубка мира в Корее городе Пхенчхан.
24 февраля 2017 года в могуле завоевал бронзовую медаль Азиатских игр в Японии город Саппоро.
26 февраля 2017 года в параллельном могуле завоевал бронзовую медаль Азиатских игр в Японии город Саппоро.
На чемпионате мира по параллельному могулу в Испании 9 марта 2017 года стал пятым.
9 декабря 2017 года в финском курорте Рука в рамках первого этапа КМ Дмитрий Рейхерд стал серебряным призёром.
22 декабря 2017 года Рейхерд стал серебряным призёром Кубка мира по могулу, проходящему в Китае, с результатом 84.92.
6 января 2018 года Рейхерд стал вторым на этапе Кубка мира в канадском Калгари с результатом 86.43 балла.
11 января 2018 года Дмитрий завоевал серебряную медаль  кубка мира по могулу в Американском Дир-Вэлли.
20 января 2018 года на этапе кубка мира в Канаде стал бронзовым призёром в могуле.
На Олимпийских Играх в Корее проходящих 12 февраля 2018 года в городе Пхенчхан Дмитрий прошёл квалификацию на третей позиции, и в финальной попытке довольствовался 8-м местом.
3 марта 2018 года на этапе Кубка мира по фристайлу в дисциплине могул в Тазавако (Япония), Дмитрий Рейхерд  завоевал бронзовую медаль , с результатом 87,26 баллов.
4 марта 2018 года на заключительном этапе Кубка мира в японском Тазавако Дмитрий стал третьим в дисциплине параллельный могул.
18 марта 2018 года в городе Межев (Франция) Дмитрий занял пятое место в финальном этапе кубка мира и по окончании сезона 2017-2018 стал серебряным призёром общего зачета Кубка мира по фристайлу в дисциплине могул, в итоге он набрал суммарно 585 очков.
15 декабря 2018 года в городе Тайву (Китай) Дмитрий Рейхерд становится Бронзовым призёром этапа кубка мира по могулу.
26 января 2019 года Дмитрий занял 3-е место этапа кубка мира в городе Мон-Тремблант(Канада).